# Jacky Lafon
Jacky Lafon (Dendermonde, 21 november 1946) is een Belgische actrice, presentatrice en zangeres. Van 1991 tot 2015 vertolkte ze de rol van Rita Van den Bossche in de tv-serie  Familie.

## Biografie

### Carrière

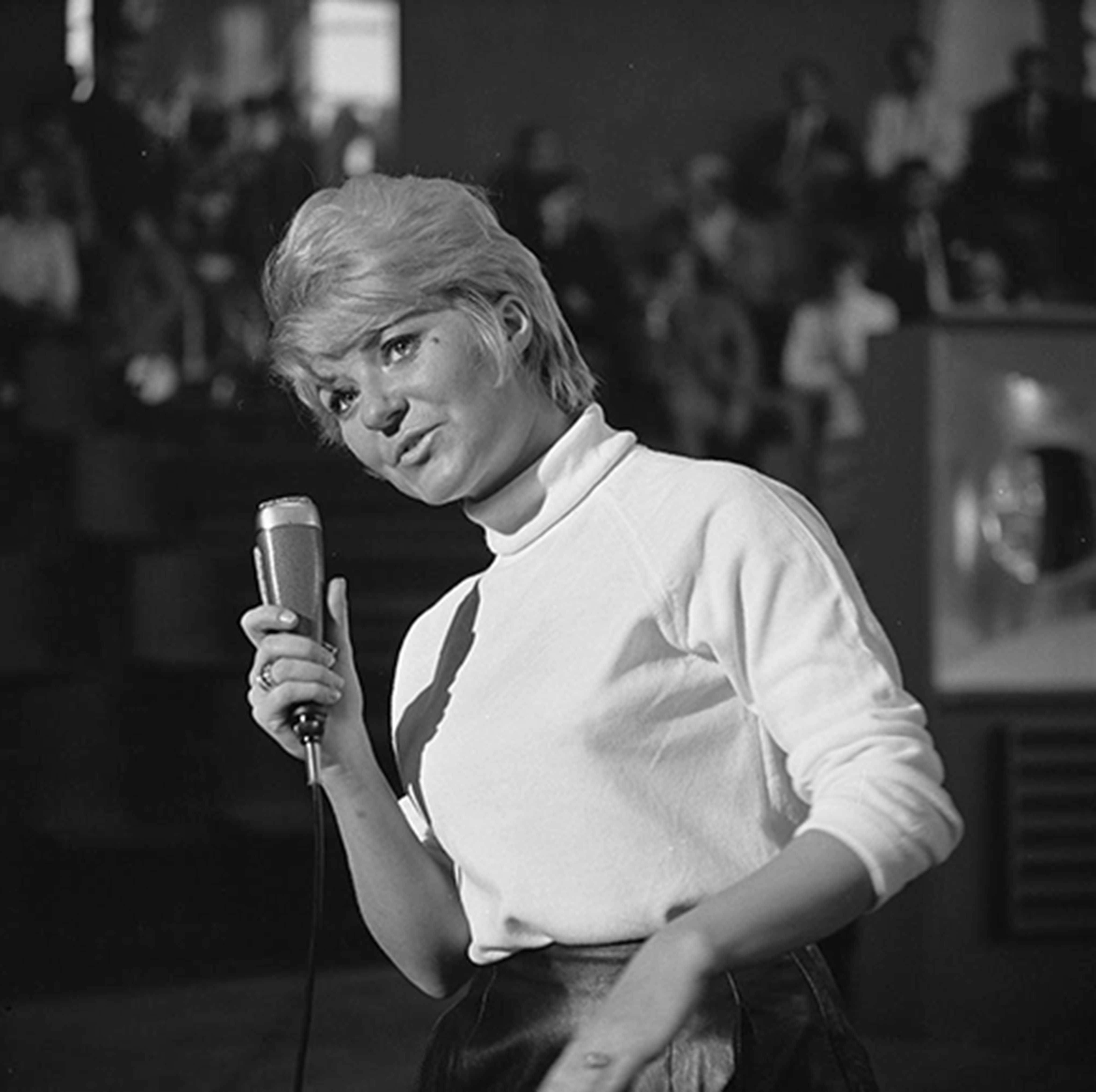
Jacky (Fenklup, 1968)

Op achtjarige leeftijd stond ze als Doornroosje voor het eerst op de planken in het schooltheater. Nadien was ze drie jaar actief in het amateurtoneel bij de Bacchanten uit Oostende. Ze volgde ook dictie en voordracht in Oostende.
Op haar negentiende vertrok ze op tournee in het buitenland met het orkest “Roland Keereman” uit Brugge.
Yvonne Verbeeck en Gaston Berghmans boden haar een platform in variététheater Ancienne Belgique in Antwerpen, waarna ze door de toenmalige artistiek directeur een contract aangeboden kreeg. In de winter stond ze aldaar op de planken, tijdens de zomermaanden in de Eden, Het Witte Paard en in de casino’s van Blankenberge en Middelkerke.
Via tv-producer Yvonne Verhelst kreeg Lafon een rol in de musical Mijn Geweten En Ik, samen met Chris Lomme en Rik Andries onder de regie van Jef Cassiers. Nadien speelde ze nog rollen in de musicals Wonderdoktoor en Veel Geluk Professor.
Ze werkte ook samen met Jan Van Dyke. Op de radio was Lafon regelmatig te gast in De Tijd Van Toen met Jan Theys.
Ze ging op tournee door heel Vlaanderen met showorkesten Lou Roman, Bobby Setter Band, Leo Martin, Henk van Montfoort, The Skyliners, Serge Popovski enz. en werd in 2003 ook de fiere meter van het grootste showorkest in Vlaanderen: De Heverband.
In de jaren 80 en 90 werkte Lafon tien seizoenen in de zomerprogramma's van Bobbejaan Schoepen in het amusementspark Bobbejaanland.
Ook trok ze vier jaar op tournee door Vlaanderen met De Gaston en Leo Show en werkte ze vijf seizoenen mee aan het moppenprogramma HT&D op VTM.
In februari 2006 moest Lafon voor haar rol in Familie doen alsof ze elektroshocks kreeg. De machine werkte echter echt. Ze hield er een verbrande huid op haar borst en twee gekneusde ribben aan over.
In 2007 deed ze mee aan de Nationale IQ-test, waar ze een score van 74 haalde. Ze haalde aan dat de lage score te wijten was aan het feit dat ze haar leesbril vergeten was.
Na maandenlange ontevredenheid over de toestand van haar Familie-personage vroeg Lafon eind 2008 om Rita definitief uit de soap te schrijven. De makers aanvaardden dit niet en beloofden Lafon dat haar rol op termijn opnieuw veel boeiender en groter zou worden. Lafon was bereid te blijven meewerken aan de soap indien haar verwachtingen werden ingelost. Sinds 2012 is het aandeel van Lafon in de soap op haar eigen vraag weer sterk verminderd, maar ze garandeert wel dat ze in de toekomst blijft meewerken.
In maart van 2012 zorgde Lafon voor een opmerkelijke verschijning in het Belgische homomagazine LABELS. Daarin was ze te zien in een glamoureuze fotoreportage als Sneeuwwitje en de boze koningin. Reden van haar verschijning in het homoblad was de status van homo-icoon, die ze verkreeg na haar prestatie als zatte tante Rita in de soap Familie. Het is bekend dat Lafon de Belgische homo's al jaren een hart onder de riem steekt.
Op 24 juni 2014 kondigde ze aan in de Story dat ze na 23 jaar afscheid zal nemen van Familie (televisieserie). Exact zeven maanden later, op 24 februari 2015 neemt de kijker afscheid van Rita Van Den Bossche. In 2024, tijdens de laatste afleveringen en de seizoensfinale van seizoen 33 keert Jacky terug naar Familie. In de serie vieren de Van den Bossches een reünie en is Rita ook aanwezig. 

### Privé
Jacky Lafon was van 1973 tot 1982 en van 1989 tot 1995 getrouwd met de Belgische muzikant Ernest Adriaensen (De Strangers). In 1979 kregen ze een dochter. Van 2008 tot 2012 was Lafon ook gehuwd.

## Maatschappelijk engagement
Jacky Lafon is ook maatschappelijk zeer actief. Regelmatig verleent ze haar medewerking aan diverse projecten ten voordele van het goede doel, zoals de Cliniclowns, kankerpatiëntjes, kansarme kinderen, verkeersslachtoffertjes, muco- en MS-patiënten, personen met autisme en comapatiënten.
In 2019 had ze 44e keer Lourdes bezocht. Daar doet ze de befaamde kruisweg blootvoets.